# Cactosoma arenaria
Cactosoma arenaria is een zeeanemonensoort uit de familie Halcampidae.
Cactosoma arenaria is voor het eerst wetenschappelijk beschreven door Carlgren in 1931.